# Arapaj
Arapaj är en by i Durrës prefektur. Vid 2015 års administrativa reform blev den en del av Durrës kommun. Den är en sydlig förort i Durrës och ligger nära Medelhavskusten, ungefär 6 kilometer från denna stad. Arapaj är också en känd arkeologisk plats. Här ligger ruinerna av en basilika som tros vara från 400- eller 500-talet. Den har blivit utnämnd till ett minnesmärke på grund av sin arkitektoniska betydelse. En mosaik som har grävts upp visar också på dess betydelse senare under tidig bysantinsk tid.

### Fotnoter
1. ↑  Law nr. 115/2014
2. ↑  Google. Google Maps. Läst 7 november 2010.
3. ↑  Microsoft och Harris Corporation Earthstar Geographics LLC. Bing Maps. Läst 7 november 2010.
4. ↑  Albania today, 1981, sid. 46
5. ↑  ”Shen Mehill Arapaj Basilica - holiday Albania”. Shen Mehill Arapaj Basilica - holiday Albania. Tixik.com. Arkiverad från originalet den juli 17 2011. https://web.archive.org/web/20110717063816/http://en.tixik.com/shen-mehill-arapaj-basilica-2353559.htm. Läst 7 november 2010.
6. ↑  ”Religious buildings with the "Culture Monument" status”. Religious buildings with the "Culture Monument" status. Republic of Albania National Committee for Cult. Arkiverad från originalet den 6 juli 2011. https://web.archive.org/web/20110706071224/http://kshk.gov.al/index.php?fq=brenda&gj=gj2&kid=19. Läst 28 oktober 2010.
7. ↑  Winnifrith, Tom (1991). Perspectives on Albania. Macmillan. ISBN 0-333-51282-0.